# 売茶翁

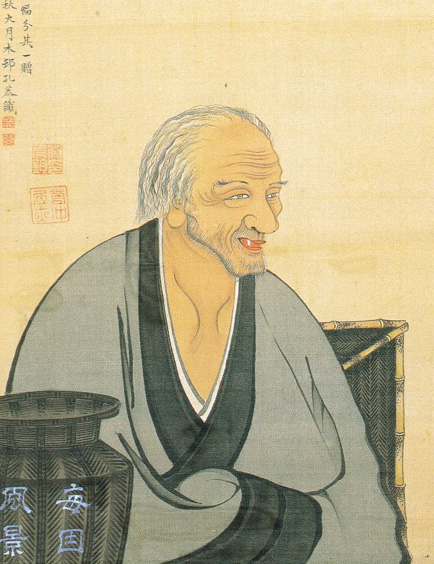
売茶翁像（部分）若冲筆　絹本著色

売茶翁（ばいさおう、まいさおう、延宝3年5月16日(1675年7月8日) - 宝暦13年7月16日(1763年8月24日)）は、江戸時代の黄檗宗の僧。煎茶の中興の祖。本名は柴山元昭、幼名は菊泉。法名は月海で、還俗後は高遊外（こうゆうがい）とも称した。

## 生涯
肥前蓮池道畹（佐賀県佐賀市蓮池町）の生まれ。蓮池の領主・鍋島家に仕える御殿医であった父、柴山杢之進と、母、みやの三男として生まれる。
11歳で出家し、佐賀の龍津寺の化霖禅師について禅を学ぶ。
13歳で、師とともに宇治の黄檗山萬福寺を訪れ、師の師である独湛禅師から偈を与えられる。これは、月海が年少であっても異才のあることを、独湛が見抜いたためであるという。
22歳の時、痢病を患ったことで、発憤して陸奥に遊方し、その後、諸方の善知識のもとを訪れた。ある時は湛堂律師に律を学んだ。また雷山の峰で苦行に励んだ。その後、龍津寺に戻り、14年間にわたって師の化霖に仕えた。
57歳のとき、師の化霖が遷化すると、突如、龍津寺を法弟の大潮に任せ、京都に上洛する。
61歳で、東山に通仙亭を開き、また自ら茶道具を担い、京の大通りに喫茶店のような簡素な席を設け、禅道と世俗の融解した話を客にしながら煎茶を出し、茶を喫しながら考え方の相違や人のあり方と世の中の心の汚さを卓越した問答で講じ、簡素で清貧な生活をするが為に次第に汚れていく自己をも捨て続ける行を生涯つづけようとしている。その内容を書き留めてゆくというものをしたらどうかと馴染み客でもあり相国寺で漢詩の得意な大典顯常にいわれて始めてみたが、あっさり売茶翁に飲み込まれ、大典が結局書き残すことになる。「仏弟子の世に居るや、その命の正邪は心に在り。事跡には在らず。そも、袈裟の仏徳を誇って、世人の喜捨を煩わせるのは、私の持する志とは異なっているのだ」と述べ、売茶の生活に入ったという。
70歳の時、10年に一度帰郷するという法度によって故国に戻り、自ら還俗を乞い、国人の許しを得る。そこで自ら高氏を称し、号を遊外とする。以後も、「売茶翁」と呼ばれながら、気が向かなければさっさとその日は店を閉じるというスタイルで、当然貧苦の中、喫茶する為の煎茶を売り続けていく。
1755年（宝暦5年）、81歳になった売茶翁は、売茶業を廃業、愛用の茶道具も焼却してしまう。この時、「私の死後、世間の俗物の手に渡り辱められたら、お前たちは私を恨むだろう。だから火葬にしてやろう」と禅の窮地に立った擬人化を行い茶道具には和心が生きているという文章を残す。この頃は腰痛に悩まされ、高齢のせいもあり、死期の近づいたことを感じていた模様である。
以後は揮毫により生計を立てる。87歳で蓮華王院の南にある幻々庵にて逝去。
親交の深かった相国寺第113世 大典顯常によって『売茶翁伝』が書かれ『売茶翁偈語』の巻頭となっている。後世の『近世畸人傳』巻2にも伝がある。
親交のあった伊藤若冲が描いた肖像画が残るが、広い額に、やや縮れた白髪を蓄えた、痩せた老人の姿で描かれている。池大雅や与謝蕪村など文人画家たちも彼の姿を描いている。萬福寺には木彫の座像がある。

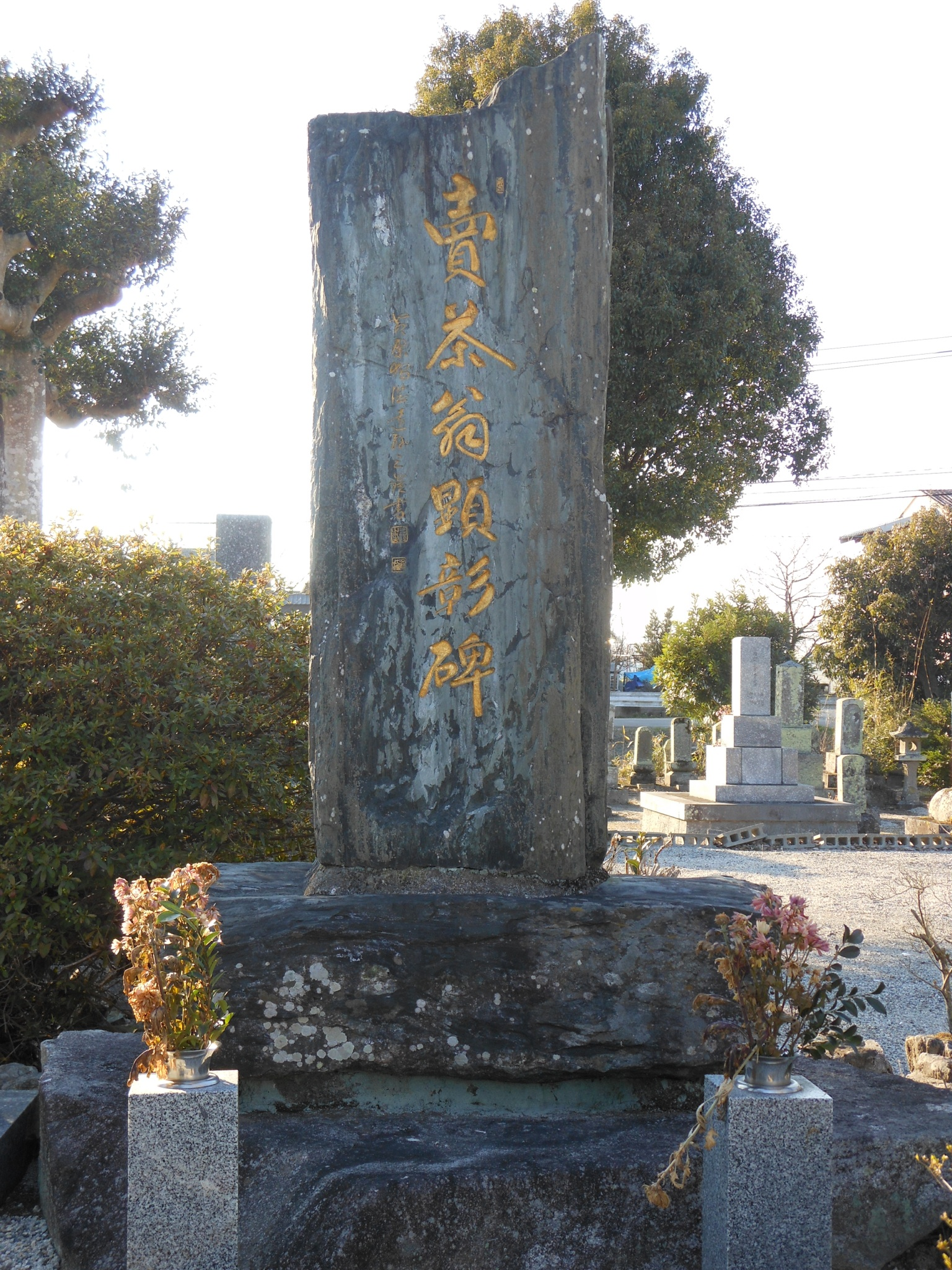
龍津寺の売茶翁顕彰碑

売茶翁の行動は、当時の禅僧の在り方への反発から、真実の禅を実践したものであったと言われる。禅を含む仏教は、1671年（寛文11年）につくられた寺請制度により、お布施という安定した収入源を得て安逸に流れつつあった。また禅僧の素養として抹茶を中心とした茶道があったが、厳しい批判眼を持つ売茶翁の目には、形式化したものに映った。そのため茶本来の精神に立ち返るべく、煎茶普及の活動に傾注したとも言われる。

## 関連書籍
- ノーマン・ワデル著／樋口章信訳『売茶翁の生涯』思文閣出版、2016年7月。ISBN 978-4-7842-1845-5。